# 拉皮
拉皮（法語：La Puye，法語發音：[la pɥi]）是法国新阿基坦大区维埃纳省的一个市镇，位于该省东部偏北，属于沙泰勒罗区。

## 地理
拉皮（46°38'33"N, 0°45'7"E）面积23.57 平方千米，位于法国新阿基坦大区维埃纳省，该省份为法国中西部省份，北起曼恩-卢瓦尔省和安德尔-卢瓦尔省，西接德塞夫勒省，南至夏朗德省，东南接上维埃纳省，东临安德尔省。
与拉皮接壤的市镇（或旧市镇、城区）包括：阿尔希尼、拉比西耶尔、洛捷、派宰勒塞克、圣皮埃尔德马耶、圣拉代贡德。

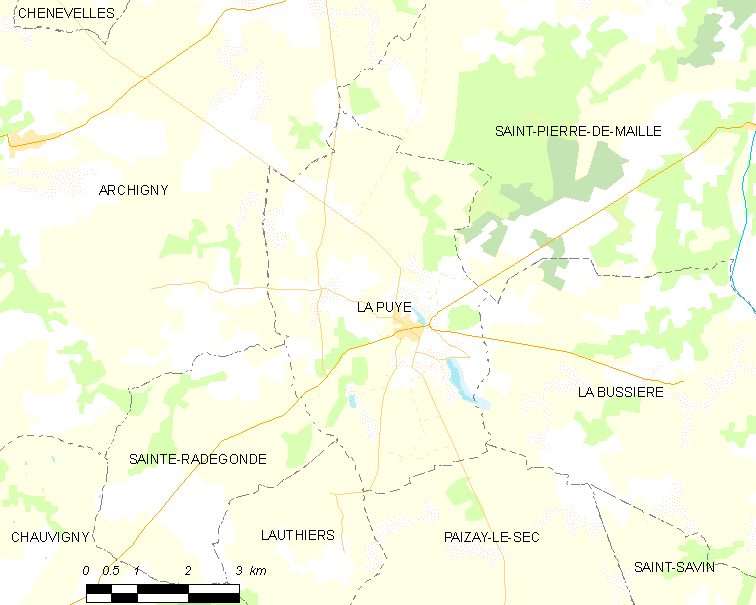
拉皮的OSM定位图

拉皮的时区为UTC+01:00、UTC+02:00（夏令时）。

## 行政
拉皮的邮政编码为86260，INSEE市镇编码为86202。

## 政治
拉皮所属的省级选区为蒙莫里永县。

## 人口

1962-2008年间拉皮人口变化图示

拉皮于2022年1月1日时的人口数量为604人。